# حريشة (مفصليات)

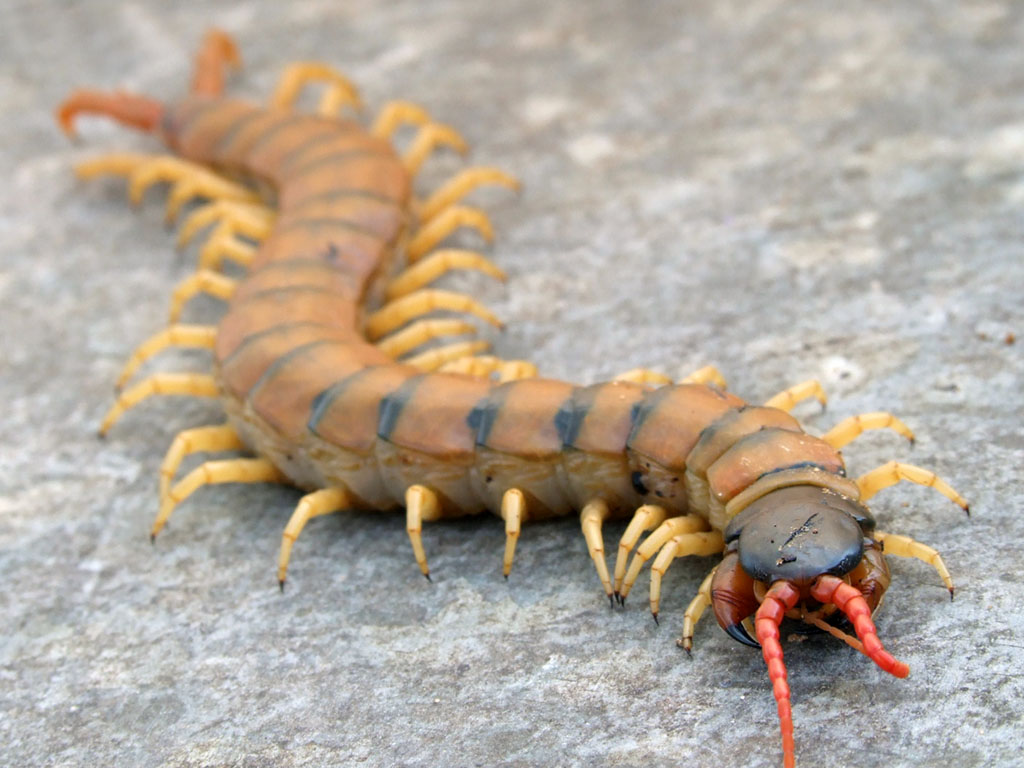
أم أربعة وأربعين

الحريشة أو أم أربعة وأربعين، أو مئوية الأرجل أو ذوات الألف رجل، أو المئينية أو عديدة الأرجل أو شفهيات الأرجل(الاسم العلمي: Centipede) من اللاتينية (centi = مئة ) + (pedere = قدم ). هي طائفة من كثيرات الأرجل. وقد سميت بهذا الاسم نظرا لاحتوائها على 44 زائدة ولكنها في الواقع تحتوى على أرجل عديدة، يتراوح عددها بين 20 و 300. وهي حيوان يبلغ طوله في معظم الأحيان من 10 إلى 15 سنتيمترات، جسمه مفلطح من أعلى إلى أسفل يتألف من رأس وجذع والرأس مغطى بدرع رأسية ويحمل زائدتين طويليتين تسميان بالزبانين، ويعد الطرفان الخلفيان أطول من باقى الاطراف حيث تستخدمهم في الإمساك بفرائسها ومهاجمتهم. وتنتشر أم أربعة وأربعين في جميع أنحاء العالم وخصوصا قارتى أمريكا وأستراليا. وتوجد منها العديد من الألوان والاحجام.
و تعد أم أربعة وأربعين الأنثى أم مثالية حيث أنها تحتضن بيضها من أسبوعين لثلاثة أسابيع وذلك بأن تلف جسدها حولهم لحين الفقس ثم تظل تحميهم عدة أيام حتى يخرجوا للعيش بمفردهم، وتبيض الأنثى من 15 إلى 30 بيضة. وتصل أم أربعة وأربعين لسن التزاوج بعد ثلاث أو أربع سنوات وتعيش عشرة سنين تقريبا. 

## أنواعها
يوجد العديد من الأنواع، ومن أشهرها:
1.حريش اللحاء (Bark Centipede): يتميز بلون بني محمر وأرجل صفراء، وهو كائن ليلي وسام عند العض.
2.حريش المنزل (House Centipede): يمتلك جسمًا مغطى ببقع سوداء وحمراء، مع 15 زوجًا من الأرجل، ويُعتبر مفيدًا لأنه يتغذى على الحشرات المنزلية مثل الصراصير والعثّ.
3.الحريش أحمر الرأس (Giant Red-headed Centipede): له رأس أحمر أو أسود، وجسم برتقالي، وأرجل صفراء أو خضراء، وهو من الأنواع السامة التي قد تسبب لدغته تهيجًا واحمرارًا في الجلد. 

## سلوكها وحركتها
- لا تعتمد على الرؤية كثيرًا لأن عيونها ضعيفة، بل تستخدم اللمس والشم لاستكشاف محيطها والعثور على الفرائس.[12]
- تتحرك بطريقة متموجة مما يمنحها سرعة كبيرة تساعدها على الهرب أو الصيد.[12]
- تعيش بشكل فردي ونادرًا ما تكون ضمن مجموعات. [12]

## أماكن الوجود
تفضل أربعة وأربعين الأماكن الرطبة والندية مثل المبانى المبنية وقرب الشواطئ تحت الأحجار والبيوت وفي الحدائق أسفل أوراق الأشجار وفي مخلفات القمامة، ولا يتعرض هذا الحيوان للشمس ولا يخرج للصيد إلا في الليل لأنه يتعرض للجفاف الشديد عند خروجه في النهار، ولا يحتوى على طبقة شمعية تحمى جسدها من الجفاف وتمنع تسرب السوائل منه بالتبخر. ويتواجد بكثرة في البرارى في فصل الربيع تحت الصخور والنباتات الدائمة.

## الفوائد والأضرار
الفوائد:
•  تساعد في تقليل أعداد الحشرات الضارة داخل المنازل، مثل الصراصير والعثّ.
الأضرار:
•  لدغتها مؤلمة، وقد تسبب التهابات وتورمًا خاصةً للأشخاص الحساسين.
•  يمكن أن تكون خطيرة على الأطفال وكبار السن في حال التعرض للدغة قوية. 

## التغذية
يتغذى هذا الحيوان على الحشرات وديدان الأرض وما يكون أقل من حجمها من باقى الحشرات، والكبير منه على السحالى وذلك بتخديرها بمساعدة الزوج الأول من الأرجل والذي يحمل بدوره غددا سامة ومخدرة.

## المفترسات وأساليب التكيف مع البيئة
تتعرض أم أربعة وأربعين للافتراس من قبل العديد من الكائنات، بما في ذلك الزبابات (شبيهة الفأر)، الضفادع، الطيور، الخنافس، الدجاج، العناكب، والأفاعي، والدبابير. بعض الأفاعي تهاجمها وتبتلعها حية لأنها تحتاج وقتًا طويلًا حتى تموت.
للتكيف مع بيئتها والدفاع عن نفسها، تمتلك أم أربعة وأربعين هيكلًا صلبًا وأرجلًا مفصلية تساعدها في الحركة السريعة والإمساك بفرائسها. كما تحتوي مخالبها على سموم تمكّنها من شلّ حركة فريستها والدفاع عن نفسها. تستخدم قرون الاستشعار لتحديد مواقع الفرائس، وتمتلك غددًا تفرز سوائل كريهة الرائحة لإبعاد الحيوانات المفترسة عنها. 

## الخطورة
و أم أربعة وأربعين سامة لكن سميتها ضعيفة غير قاتلة كلسعة النحلة، ولكنها مؤلمة وينتج عنها تورم في مكان اللسع، ولكنها قد تكون قاتلة للأطفال وكبار السن وذلك إذا كانت من النوع كبير الحجم. ويقال أن جميع أرجلها تفرز السم وذلك عندما تستخدمهم في اللسع.

## طرق التخلص منها
•  استخدام المبيدات الحشرية المناسبة، خاصةً مبيدات الأيروسولات.
•  تقليل نسبة الرطوبة في المنزل، حيث تفضل الأماكن الرطبة والمظلمة.
•  تنظيف الحدائق وإزالة الأوراق المتراكمة، الخشب، الحجارة وكل ما يمكن أن يشكل بيئة مناسبة لها.
•  سد الفتحات والشقوق في الجدران لمنع دخولها إلى المنازل.
•  استخدام مكنسة كهربائية لالتقاطها في حال العثور عليها داخل المنزل. 

## كيفية التعامل مع الحيوان
تجنب مسك الحيوان باليد والعبث غير المنظم في الأماكن المهجورة ولكن إذا رغبت في دراسة الحيوان أو كنت من الهواة للتعرف على الحيوانات في البيئة فأمسك الحيوان بشوكة جمع الزواحف من ناحية الرأس ثم أرفعه بالملقط بحذر وضعه في برطمان جمع الحيوان المحتوي على سائل تخدير مثل الكلوروفورم ثم انقله إلى سائل الحفظ 40% فورمالين بعد ذلك لدراسة الحيوان اجر الخطوات التالية :
- ضعه على ظهره وتعرف على فتحة الفم وأجزاء الفم وحلقات الجسم ثم انزعها واحدة واحدة بالملقط من الخلف إلى الأمام، افحصها بالمجهر الضوئي البسيط، أغسلها في محلول صودا كاوية 4% في كأس مختبر زجاجي ثم بردها واغسلها بالماء ثم عاود فحصها.